# Lotta Mossberg
Signe Ann-Charlotte (Lotta) Mossberg Ahlengärd, född 2 mars 1953, är en svensk journalist och tidigare nyhetsankare i TV 4.  Hon har också arbetat på Dagens Eko på Sveriges Radio.
Lotta Mossberg var med vid starten av TV4 och ledde kanalens första nyhetssändning. När både SVT och TV4 satsade på lunchnyheter hösten 1997 var det Mossberg som ledde TV4:s sändning. Från våren 2000 var hon programledare för Nyhetsmorgon.
Hon var vd för Täby Galopp fram till våren 2009, varefter hon blev generalsekreterare för branschorganisationen Svensk Djursjukvård för att sedan arbeta som frilansjournalist.
År 2013 utsågs Mossberg till kanalchef för Sveriges Radios Radio Stockholm. 30 september 2015 lämnade hon Sveriges Radio för att gå i pension.